# カマ・デ・ガト
『カマ・デ・ガト』（ポルトガル語: Cama de Gato）は、ブラジルのテレビドラマ。ヘジ・グローボで2009年10月5日から2010年4月9日まで放送された。

## 登場人物
グスタボ・アルメイダ・ブランダン
演：マルコス・パルメイラ

ロゼニルデ・ペレイラ
演：カミラ・ピタンガ

ヴェロニカ・タルディボ・ブランダン
演：カルモ・ダラ・ヴェッキア

アルシノ・ロドリゲス
演：パオラ・オリベイラ

ロベルト・アルベス・モレイラ
演：ドゥドゥ・アゼベド

タイス・ヘレナ・アマンシオ・プラゼレス・ティビリカ
演：ヘロイサ・ペリセ